# Championnat de France féminin de water-polo 2014-2015
Cet article traite de l'épreuve féminine. Pour la compétition masculine, voir Championnat de France de water-polo masculin Pro A 2014-2015.
Navigation
Édition précédente Édition suivante
Le Championnat de France de water-polo Pro A est une compétition organisée par la Ligue promotionnelle de water-polo (LPWP).

## Les clubs participants
| \| Choisy-le-Roi Bordeaux Nancy Lille Saint-Jean d'Angély \| Localisation des clubs engagés dans le championnat. |
| Choisy-le-Roi Bordeaux Nancy Lille Saint-Jean d'Angély                                                           |

| Club                       | Classement 2013-2014 (après finales) | Entraîneurs (au 24 juin 2012, sinon voir référence) | Piscine                | Capacité (spectateurs) |
| -------------------------- | ------------------------------------ | --------------------------------------------------- | ---------------------- | ---------------------- |
| CN Choisy-le-Roi           | 1 (N1)                               |                                                     | Piscine Jean Andrieu   |                        |
| USB Bordeaux               | 4                                    |                                                     | Piscine Judaïque       |                        |
| Lille Métropole Water-Polo | 1                                    |                                                     | Piscine Marx Dormoy    |                        |
| NC Saint-Jean d'Angély     | 3                                    |                                                     | Piscine Atlantys       |                        |
| ASPTT Nancy                | 5                                    |                                                     | Piscine Alfred Nakache |                        |

## Classement Pro A 2014-2015
Le classement est calculé avec le barème de points suivant : une victoire vaut trois points, le match nul un. La défaite ne rapporte aucun point. Au terme de la phase régulière, les équipes à égalité sont départagées d'après le score cumulé de leurs deux matches. Si nécessaire, les scores cumulés puis le nombre de buts inscrits face à chacune des autres équipes, selon leur classement, seront utilisés, voire une séance de tirs au but dans les cas ultimes.
| Rang | Équipe                        | Pts | J | G | N | P | Bp  | Bc  | Diff |
| ---- | ----------------------------- | --- | - | - | - | - | --- | --- | ---- |
| 1    | Lille Métropole Water-Polo CL | 24  | 8 | 8 | 0 | 0 | 125 | 28  | +97  |
| 2    | USB Bordeaux                  | 15  | 8 | 5 | 0 | 3 | 80  | 51  | +29  |
| 3    | NC Saint-Jean d'Angély        | 15  | 8 | 5 | 0 | 3 | 89  | 67  | +22  |
| 4    | ASPTT Nancy                   | 6   | 8 | 2 | 0 | 6 | 58  | 54  | +4   |
| 5    | CN Choisy-le-Roi              | 0   | 8 | 0 | 0 | 8 | 22  | 174 | -152 |

 : tenant du titre 2014 ; VC : Vice-champion 2014 ; CL : Vainqueur de la Coupe de la Ligue 2015 .
Légende
- Qualifié pour les demi-finales.
- Match de barrage.

## Play-offs 2014-2015

### Barrage
L'équipe classée 4e et l'équipe classée 5e se rencontre dans un barrage pour accéder à la phase finale. Le barrage se joue sur deux matchs gagnants.
| 28 mars 2015 | ASPTT Nancy | '19 - 1'             | CN Choisy-le-Roi | Nancy |  |
| 18 h 30 CEST |             | (6-0, 3-0, 6-0, 4-1) |                  |       |  |
| 18 h 30 CEST | Rapport     |                      |                  |       |  |

| 29 mars 2015 | CN Choisy-le-Roi | '3 - 11'             | ASPTT Nancy | Nancy |  |
| 14 h 30 CEST |                  | (0-3, 2-0, 0-3, 1-5) |             |       |  |
| 14 h 30 CEST | Rapport          |                      |             |       |  |

### Phase finale
Les demi-finales opposeront le premier du championnat au vainqueur du barrage et le deuxième au troisième. Les demi-finales se joueront en deux matchs gagnants. Les vainqueurs des demi-finales disputeront la finale	et les perdants joueront la petite finale. Les finales se joueront en trois matchs gagnants. Le match aller se joue chez le club le moins bien classé, match retour et éventuel match d'appui chez le club le mieux classé.
|  |                                |                                |                  |            |                               |            |            |       |       |        |        |        |        |        |        |        |
|  | 1/2 finale                     | 1/2 finale                     | 1/2 finale       | 1/2 finale | 1/2 finale                    | 1/2 finale | 1/2 finale |       |       | Finale | Finale | Finale | Finale | Finale | Finale | Finale |
|  |                                |                                |                  |            |                               |            |            |       |       |        |        |        |        |        |        |        |
|  |                                |                                |                  |            |                               |            |            |       |       |        |        |        |        |        |        |        |
|  | [1] Lille Métropole Water-Polo |                                | 11               | 9*         |                               |            |            |       |       |        |        |        |        |        |        |        |
|  | [1] Lille Métropole Water-Polo |                                |                  |            |                               |            |            |       |       |        |        |        |        |        |        |        |
|  | [4] ASPTT Nancy                |                                | 1*               | 4          |                               |            |            |       |       |        |        |        |        |        |        |        |
|  | [4] ASPTT Nancy                | [1] Lille Métropole Water-Polo | 1*               | 4          |                               | 10*        | 3          | 8 (2) | 11*   |        |        |        |        |        |        |        |
|  |                                |                                |                  |            |                               |            |            | 8 (2) | 11*   |        |        |        |        |        |        |        |
|  |                                |                                | [2] USB Bordeaux |            | 7                             | 2*         | 8 (3)*     | 7     |       |        |        |        |        |        |        |        |
|  | [2] USB Bordeaux               |                                | [2] USB Bordeaux | 9*         | 7                             | 2*         | 8 (3)*     | 7     | 7 (5) |        |        |        |        |        |        |        |
|  | [2] USB Bordeaux               |                                |                  | 9*         |                               |            |            |       | 7 (5) |        |        |        |        |        |        |        |
|  | [3] NC Saint-Jean d'Angély     |                                | 6                | 7 (4)*     |                               |            |            |       |       |        |        |        |        |        |        |        |
|  | [3] NC Saint-Jean d'Angély     |                                | 6                | 7 (4)*     | Match pour la troisième place |            |            |       |       |        |        |        |        |        |        |        |
|  |                                |                                |                  |            |                               |            |            |       |       |        |        |        |        |        |        |        |
|  |                                |                                |                  |            |                               |            |            |       |       |        |        |        |        |        |        |        |
|  |                                |                                |                  |            |                               |            |            |       |       |        |        |        |        |        |        |        |
|  | [4] ASPTT Nancy                |                                | 3                | 9*         | 5*                            | 3          |            |       |       |        |        |        |        |        |        |        |
|  | [4] ASPTT Nancy                |                                | 3                | 9*         | 5*                            | 3          |            |       |       |        |        |        |        |        |        |        |
|  | [3] NC Saint-Jean d'Angély     |                                | 10*              | 6          | 6                             | 6*         |            |       |       |        |        |        |        |        |        |        |

- * : Équipe qui reçoit.

## Classement des buteuses
| Rang | Buteur               | Club                       | Buts |
| ---- | -------------------- | -------------------------- | ---- |
| 1    | Elena FARMAKI        | Lille Métropole Water-Polo | 43   |
| 2    | Amy OLSEN            | NC Saint-Jean d'Angély     | 41   |
| 3    | Louise GUILLET       | USB Bordeaux               | 40   |
| 4    | Léa BACHELIER        | ASPTT Nancy                | 35   |
| 5    | Estelle MILLOT       | Lille Métropole Water-Polo | 34   |
| 6    | Sandra VERGE DEPRE   | ASPTT Nancy                | 26   |
| 7    | Aurore SACRE         | NC Saint-Jean d'Angély     | 24   |
| 8    | Clémence CLERC       | Lille Métropole Water-Polo | 22   |
| -    | Cindy MICHAUD        | NC Saint-Jean d'Angély     | 22   |
| 10   | Anne-Fleur DOUCEREUX | USB Bordeaux               | 21   |

| Source : Classement officiel des buteurs |